# 岡田良一郎

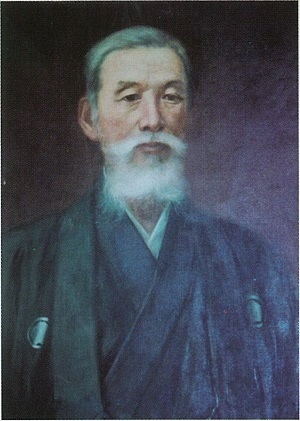
岡田良一郎肖像（黒田清輝画、大日本報徳社蔵）

岡田良一郎（おかだ りょういちろう、雅号淡山、天保10年10月21日（1839年11月26日） - 大正4年（1915年）1月1日）は、日本の農政家、報徳運動家、実業家、政治家、衆議院議員。遠江国報徳社社長、掛川信用金庫(現島田掛川信用金庫)創業者。

## 概要
二宮尊徳の弟子として報徳思想の普及に尽力し、地域の振興に努めた。
遠江国佐野郡倉真村（現在の静岡県掛川市倉真）出身。雅号の淡山は、掛川にある粟ヶ岳（淡ヶ岳）にちなんでいる。

## 家族・親族
- 父親は遠江国佐野郡倉真村(現・掛川市)の豪農で遠江国報徳社の創設者である岡田佐平治[2]
- 長男は岡田良平。岳父に石黒務
- 次男は男爵一木喜徳郎
  - 二男・一木隩二郎。岳父に渋谷徳三郎
  - 三男・杉村章三郎。岳父に杉村七太郎。その妻きむ（きん）は、章三郎の叔母（父の妹）[3]。
  - 娘婿に尾崎幸一（尾崎元次郎長男)
- 三男は竹山純平。養家の竹山家は母の実家。東京帝国大学法科大学卒。第一銀行監査役などを務め、静岡県多額納税者。[4]
  - 妻の逸子は静岡二俣町長・田代英作の娘で、英作の岳父は杉村七太郎。
  - 長女・和佐子は一戸二郎の妻。お茶の水高等女学校出身
  - 長男・竹山初雄。岳父に森島庫太。二男に竹山恭二
  - 二男・竹山道雄。長男に竹山護夫。娘婿に平川祐弘
  - 二女・文子は北原安衞（内務省社会局事務官）、船田亨二の妻。お茶の水高等女学校出身
  - 三男・竹山謙三郎。岳父に川上俊彦。相婿に松本正夫
- 五男は岡田分平で、実子がなかった長兄良平の養嗣子となる。

## 門下
- 鷲山恭平

## 略歴

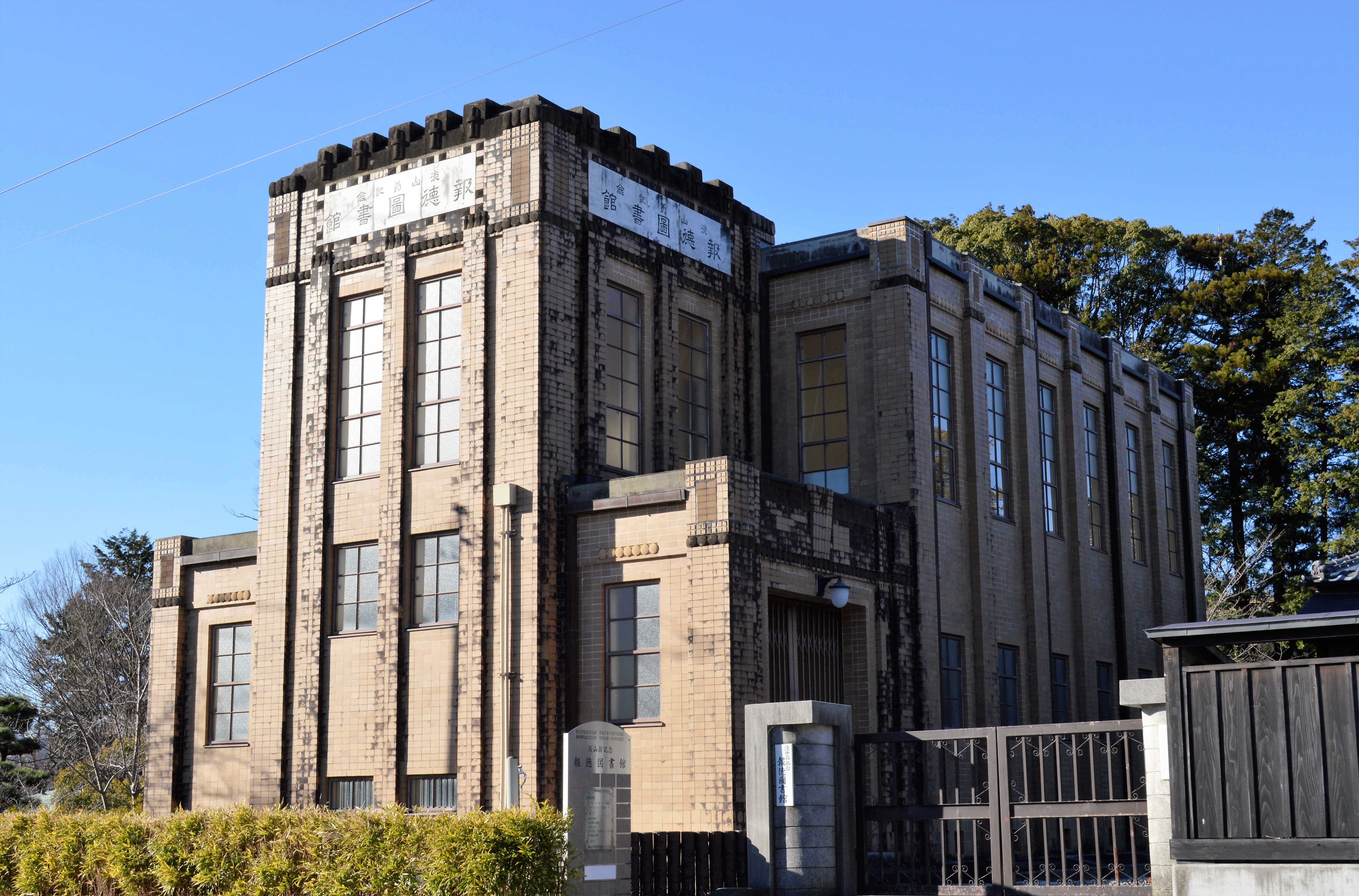
淡山翁記念報徳図書館。1927年に建設された。

- 1839年 ‐ 遠江国佐野郡倉真村（現在の静岡県掛川市倉真）の大庄屋の家に生まれる
- 1854年 ‐ 父の岡田佐平治清忠とともに二宮尊徳の弟子となる
- 1875年 ‐ 遠江報徳社を設立する
- 1877年 ‐ 自宅に私塾冀北学舎（現在の静岡県立掛川西高等学校）を設立する
- 1878年 ‐ 掛川農学社を設立する
- 1879年 ‐ 勧業資金積立組合（現在の島田掛川信用金庫）を設立する
- 1880年 ‐ 静岡県立掛川中学校（現在の静岡県立掛川西高等学校）の初代校長に就任する
- 1911年 ‐ 遠江報徳社を大日本報徳社に改称し、全国の報徳社の中心組織とする。

## 栄典
- 1902年（明治35年）2月22日 - 勲六等瑞宝章[6]
- 1914年（大正3年）12月31日 - 従五位[7]